# George Johan I van Palts-Veldenz
George Johan I van Palts-Veldenz bijgenaamd de Scherpzinnige (11 april 1543 - Lützelstein, 8 april 1592) was van 1544 tot aan zijn dood vorst van Palts-Veldenz. Hij behoorde tot het huis Palts-Veldenz.

## Levensloop
George Johan was de zoon van vorst Ruprecht van Palts-Veldenz en Ursula van Salm-Kyrburg, dochter van wild- en rijngraaf Johan VII. In 1544 volgde hij zijn vader op amper eenjarige leeftijd op als vorst van Palts-Veldenz. Wegens zijn minderjarigheid werd hij onder het regentschap geplaatst van zijn neef Wolfgang van Palts-Zweibrücken en zijn moeder Ursula. 
In 1552 verwierf George Johan het Remigiusland met de Proosdij van Sint-Remigius en het gebied rond de steden Kusel en Altenglan voor 8.500 gulden van het Klooster van Saint-Remi in Reims. Daarvoor hadden de vorsten van Palts-Veldenz de voogdij over dit gebied uitgeoefend. In 1553 kon zijn regent Wolfgang er bij het Heidelbergse Successieverdrag voor zorgen dat Palts-Veldenz uitgebreid werd met het graafschap Lützelstein, de heerlijkheid Guttenberg en twee derde van de heerlijkheid Alsenz.
Van 1557 tot 1558 oefende Johan George de functie uit van landvorstelijke rector van de Universiteit van Heidelberg. Vervolgens reisde hij door Duitsland, Polen en Zweden. In 1562 huwde hij in Stockholm met Anna Wasa (1545-1610), dochter van koning Gustaaf I van Zweden.
Nadat hij volwassen verklaard werd, ging George Johan resideren in de burcht van Lützelstein. George Johan bood zijn militaire diensten aan bij de Franse kroon en in 1564 werden troepen uit Palts-Veldenz aangeworven in het Franse leger. Omdat Frankrijk geen gebruik maakte van zijn troepen, stelde hij ze vervolgens ter beschikking van Engeland en de Republiek der Zeven Verenigde Nederlanden.
In 1568 stichtte George Johan I de stad Pfalzburg, die in september 1570 van keizer Maximiliaan II stadsrechten kreeg. George Johan maakte van de stad een verkeers- en handelscentrum en een oord van religieuze tolerantie. Hij voerde vele bouwplannen uit, die voornamelijk zeer veel geld kostten. Hierdoor moest hij het ambt Einarzhausen met de nieuw gebouwde stad Pfalzburg in 1583 verpanden aan hertog Karel III van Lotharingen. De met hoge schulden kampende George Johan kon het pand echter niet meer inlossen en in 1590 vielen Einarzhausen en Pfalzburg aan het hertogdom Lotharingen.
In april 1592 stierf hij kort voor zijn 49ste verjaardag, waarna hij werd bijgezet in de kerk van Lützelstein. Hij liet 300.000 gulden schulden na. Zijn vier zonen George Gustaaf, Johan August, Lodewijk Filips en George Johan II erfden het vorstendom Palts-Veldenz en verdeelden in 1598 hun domeinen onderling.

## Huwelijk en nakomelingen
George Johan I en Anna kregen tien kinderen:
- George Gustaaf (1564-1634), vorst van Palts-Veldenz
- Anna Margaretha (1565-1565)
- Anna Margaretha (1571-1621), huwde in 1589 met vorst Richard van Palts-Simmern
- Ursula (1572-1635), huwde in 1585 met hertog Lodewijk van Württemberg
- Johanna Elisabeth (1573-1601)
- Johan August (1575-1611), vorst van Palts-Lützelstein
- Lodewijk Filips (1577-1601), vorst van Palts-Guttenberg
- Maria Anna (1579-1579)
- Catharina Ursula (1582-1595)
- George Johan II (1586-1654), vorst van Palts-Guttenberg en Palts-Lützelstein